# Mieczysław Sawicki
Mieczysław Sawicki (ur. 8 października 1917 w Niemierczu koło Kijowa, zm. 12 lutego 2008 w Iver Buks pod Londynem) – generał brygady Wojska Polskiego, działacz środowisk kombatanckich, członek Rady Narodowej na Uchodźstwie, zastępca kanclerza i wieloletni członek Kapituły Orderu Wojennego Virtuti Militari.

## Życiorys
21 września 1937 rozpoczął naukę w Szkołę Podchorążych Broni Pancernych w Modlinie. 1 lipca 1939, w stopniu plutonowego podchorążego, został skierowany na praktykę.
Podczas kampanii wrześniowej w 2 batalionie pancernym w Żurawicy. Uczestniczył w walkach odwrotowych. 13 września 1939 został mianowany na stopień podporucznika ze starszeństwem z dnia 1 września 1939 w korpusie oficerów broni pancernych. Dostał się do niewoli radzieckiej, z której uciekł niebawem do Warszawy. 
Oficer wywiadu SZP–ZWZ w Warszawie w latach 1939–1940. W 1940 r. zmuszony groźbą aresztowania wyjechał do Palestyny, gdzie początkowo służył w Legii Oficerskiej, a następnie został żołnierzem słynnej Samodzielnej Brygady Strzelców Karpackich. Jako zastępca dowódcy plutonu cassiersów walczył podczas obrony Tobruku.
Był żołnierzem w 4 pułku pancernym „Skorpion”, a także instruktorem brytyjskiego Centrum Wyszkolenia Broni Pancernej w Abbasyi.
W 1943 zgłosił się do służby w Polskich Siłach Powietrznych. Po przejściu kursu pilotażu myśliwskiego został skierowany do służby w lotnictwie brytyjskim. Za sprawą wstawiennictwa gen. Władysława Andersa, został włączony do polskiego 318 dywizjonu myśliwsko-rozpoznawczego „Gdańskiego” w którego szeregach walczył na froncie włoskim wykonując ponad 100 lotów bojowych (został także zestrzelony poza linią frontu).
Po zakończeniu działań wojennych pozostał na emigracji w Wielkiej Brytanii. Studiował na Uniwersytecie Londyńskim, gdzie uzyskał tytuł inżyniera lądowego. Pracował w branży budowlanej. Od 1980 piastował funkcję Sekretarza Kapituły Orderu Wojennego Virtuti Militari w Londynie (przyznawanego przez rząd na uchodźstwie); od 1993 do momentu śmierci członek Kapituły Orderu Wojennego Virtuti Militari w niepodległej Polsce, reprezentując Kapitułę poza granicami III RP. Od 2001 pełnił również funkcję Zastępcy Kanclerza Orderu, reprezentując weteranów Polskich Sił Zbrojnych przed Królową Brytyjską. Był działaczem i wiceprezesem Stowarzyszenia Lotników Polskich oraz Rady Organizacji Kombatanckich Polskich Sił Zbrojnych i Zrzeszenia Kół Oddziałowych Broni Pancernej w WB.
15 czerwca 2007 Prezydent RP Lech Kaczyński mianował go na stopień generała brygady. 17 czerwca 2007 w Belwederze, w czasie uroczystości z okazji 215. rocznicy ustanowienia Orderu Wojennego Virtuti Militari, nominację w imieniu Prezydenta RP wręczył mu minister Władysław Stasiak.

## Ordery i odznaczenia
- Krzyż Srebrny Orderu Wojennego Virtuti Militari – przyznany za zasługi bojowe podczas kampanii libijskiej
- Krzyż Komandorski z Gwiazdą Orderu Odrodzenia Polski (2005)
- Krzyż Komandorski Orderu Odrodzenia Polski (1995)
- Krzyż Oficerski Orderu Odrodzenia Polski (11 listopada 1990)[3]
- Krzyż Kawalerski Orderu Odrodzenia Polski (11 listopada 1978)[4]
- Krzyż Kawalerski Orderu Zasługi Rzeczypospolitej Polskiej (1992)
- Krzyż Walecznych – przyznany za zasługi bojowe podczas kampanii libijskiej i dwukrotnie za zasługi w lotnictwie bojowym
- Medal Polonia Mater Nostra Est (2000)
- Distinguished Service Order (Wielka Brytania)
- Distinguished Flying Cross – za zasługi w lotnictwie bojowym (Wielka Brytania)